# 经历定率
经历定率(experience rating)是保险业中确定保险费率的常见方法，其基本原理是根据投保者的索赔经历来确定其必须负担的保险费率。经历定率的理论根据是投保者的索赔经历在一定程度上反映未来的损失风险。

## 实例[1][2][3][3]
美国的失业保险税的税率是经历定率的一个实例，相应税率因此又被称为经历税率(experience rate)。具体而言，雇主必须承担的失业税的税率，由其解雇员工的经历所决定。解雇率越高，则税率越高。实行经历税率，将失业成本更多地由解雇员工的雇主来承担，从而在宏观上对稳定就业有刺激作用。另外， 与实行单一税率相比，实行经历定率在理论上有减低道德风险的作用。但是，由于税率存在上、下限，且税率区间(即税率上下限之差)较小，美国失业保险税得经历定率法又被称为不完全经历定率(imperfect experience rating)。
目前，美国是唯一对失业保险税实行经历定率的国家。